# Toichobate

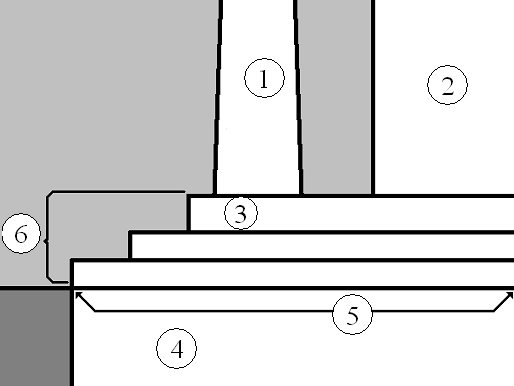
Parties inférieures d'un temple antique. 1 : colonne, 2 : mur, 3 : stylobate ou toichobate, 4 : stéréobate, 5 : euthynteria 6 : crépis.

## Définition
Le toichobate désigne, dans le cadre d'un bâtiment relevant de l'architecture grecque, la base, ou la plinthe d'un mur, en lien avec la désignation de stylobate pour la surface sur laquelle repose une colonne (notamment dans un temple).
Le toichobate est parfois le support d'éléments de décoration plus ou moins complexes, ce qui en fait un élément utile pour effectuer la datation d'un édifice, par comparaison et par typologie.

## Sources
- Marie-Christine Hellmann, L'Architecture grecque, Paris, Livre de poche, 1998 (nouvelle édition mise à jour : 2007).
- Marie-Christine Hellmann, L'Architecture grecque : 2, Architecture religieuse et funéraire, Picard, 2006
- Ginouvès, R. et al., 1992. Dictionnaire méthodique de l’architecture grecque et romaine, Tome II, éléments constructifs : supports, couvertures, aménagements intérieurs, Athènes, Italie, Grèce : École française d’Athènes.
- Ginouvès, R., Adam, J.-P. & Hellmann, M.-C., 1998. Dictionnaire méthodique de l’architecture grecque et romaine, Tome III, Espaces architecturaux, bâtiments et ensembles, Rome, Italie, Grèce : École française de Rome.
- Ginouvès, R. & Martin, R., 1985. Dictionnaire méthodique de l’architecture grecque et romaine, Tome I, matériaux, techniques de construction, techniques et formes du décor, Athènes, Italie, Grèce : École française d’Athènes.